# Коулз, Айзек
Айзек Албемарл Коулз (англ. Isaac Albemarle Coles; 15 февраля 1780, Эннискорти, Виргиния, США — 21 июля 1841, Кин, Виргиния, США) — американский политик и плантатор из Виргинии, который занимал должности секретаря президента и был членом Палаты делегатов Виргинии.

## Биография
Родился в семье полковника Джона Коулза (англ. John Coles II; 1745–1808) и его супруги Ребекки Такер (англ. Rebecca Elizabeth Tucker; 1750–1826). В качестве второго имени он использовал родной округ Албемарл, чтобы отличить себя от дяди и двух двоюродных братьев с таким же именем. Он поступил в колледж Уильяма и Мэри в Вильямсберге, штат Виргиния, где получил степень бакалавра искусств.
Он женился на Луизе Гертруде Нивисон (англ. Louisa Gertrude Nivison; 1795–1824) 26 ноября 1823 года в Норфолке, штат Виргиния.
Женился во второй раз на Джулиане Стрикер Ранкин (англ. Juliana Stricker Rankin; 1796–1876) в 1830 году. У них было двое детей: Джулия Изаэтта Коулз (англ. Julia Isaetta Coles; 1831–1907) и Джон Стрикер Коулз (англ. John Stricker Coles; 1832–1909).
Айзек и его семья жили на плантации семьи Коулз, Эннискорти, в южной части округа Албемарл, которую он унаследовал после смерти своего отца в 1808 году, но дом был уничтожен пожаром в 1839 году.
Он служил личным секретарём президентов Томаса Джефферсона (1805-1809) и Джеймса Мэдисона (1809), и был заменён в этой должности младшим братом Эдуардом.
Отношения Айзека с Томасом Джефферсоном считались близкими. Во время своего второго срока Джефферсон полагался на Коулза для обработки важной и конфиденциальной информации, в то время как сам президент пытался придерживаться нейтрального курса во время наполеоновских войн. Они были соседями, и их семьи знали друг друга. Кроме того, они оба были щедры друг к другу и время от времени дарили друг другу подарки, в том числе презентация Джефферсоном своего портрета Костюшко Коулзу и покупка Коулзом меховых перчаток для Джефферсона в Балтиморе. Они обменивались сельскохозяйственными предметами, такими как фиговые растения и персики после того, как Коулз вернулся в округ Албемарл с военной службы.
В войну 1812 года Айзек служил сначала майором, затем подполковником и полковником в регулярной армии.
Он служил в Палате делегатов Виргинии с 1840 по 1841 годы.
Айзек Коулз скончался в 1841 году.